# Ranunculus cupreus
Ranunculus cupreus är en ranunkelväxtart som beskrevs av Pierre Edmond Boissier och Heldr.. Ranunculus cupreus ingår i släktet ranunkler, och familjen ranunkelväxter. Inga underarter finns listade i Catalogue of Life.